# Eric Odhiambo
Eric Geno Sije Odhiambo (* 12. Mai 1989 in Oxford) ist ein englischer Fußballspieler mit tansanischen Wurzeln.

## Karriere
Odhiambo spielte in den Jugendmannschaften von Oxford United und Leicester City. 2006 wurde Odhiambo in die 1. Mannschaft von Leicester City berufen und kam in den Jahren 2006 und 2007 zu je einem Einsatz im League Cup. Der Stürmer wurde an Southend United, Dundee United und FC Brentford ausgeliehen. Zur Saison 2009/10 verließ Odhiambo Leicester endgültig und ging nach Schottland zu Inverness Caledonian Thistle. Dort spielte der Angreifer zwei Jahre, bis er im Sommer 2011 in die Türkei zu Denizlispor ging. Nach nur einer Spielzeit wurde der Vertrag im Dezember 2012 gekündigt. Das folgende Jahr stand er für Hereford United und die Sligo Rovers auf dem Platz. Anschließend ist er nur noch im Amateurbereich aktiv gewesen, seit 2019 spielt er für den FC Kidlington in der siebtklassigen Southern Football League.